# José Rodríguez de la Borbolla
José María Rodríguez de la Borbolla Camoyán est un homme politique espagnol né à Séville le 16 avril 1947. Essentiellement impliqué dans la vie politique andalouse, il a été le deuxième président de la Junte d'Andalousie.

## Formation
Docteur en droit de l'Université de Séville, José Rodríguez de la Borbolla est maître de conférences. Il est par ailleurs diplômé de l'Université de Trieste en droit comparé du travail, et diplômé de la London School of Economics. Il est également titulaire d'un master en administration publique de l'Institut universitaire Ortega y Gasset (Université complutense de Madrid) .
À la suite de son départ de la Junte, il reprend son activité d'enseignement, en occupant un poste de professeur de droit du travail à l'Université de Séville. En 1991, José Rodríguez de la Borbolla est promu Hijo  Predilecto de Andalucía (Enfant chéri d'Andalousie), une distinction honorifique décernée par la Junta de Andalucía aux personnes ayant rendu des services distingués à la communauté autonome.

## Vie politique
Il entre en politique en adhérant au PSOE, dont il est membre du comité fédéral depuis 1975. En 1977, il est nommé secrétaire général de la fédération andalouse du parti. Il assume ces fonctions jusqu'en 1988.
En 1979, il est élu sénateur de la circonscription de Séville, pour la première législature. Il siège dans plusieurs commissions parlementaires : commission de la Constitution, commission du Budget, commission du Travail, etc. Il participe par ailleurs à la rédaction du statut d'autonomie de l'Andalousie. Il quitte la haute assemblée en 1982, pour concourir aux premières élections au Parlement d'Andalousie.
Élu député de la province de Séville au parlement régional, il est nommé conseiller à l'Intérieur du Conseil de gouvernement d'Andalousie, par Rafael Escuredo, alors président de la Junte d'Andalousie. Il occupe ce poste jusqu'en 1984. En 1983, il est promu vice-président du gouvernement régional.
Le 8 mars 1984, à la suite de la démission de Rafael Escuredo, José Rodríguez de la Borbolla est élu président de la Junta de Andalucía. En 1986, il est réélu député de la province de Séville au parlement andalou, et est à nouveau désigné par ce dernier président de la Junta. Son parti décide néanmoins de ne pas le représenter à ce poste à la suite des élections régionales de 1990 et cède sa place à Manuel Chaves.
En 1996 il se représente aux élections sénatoriales dans la province de Séville. Il est élu et siège durant toute la VIe législature. Il siège alors à la députation permanente, ainsi que dans diverses commissions parlementaires (économie, équipement,...) .